# Gagrella sherriffsi
Gagrella sherriffsi is een hooiwagen uit de familie Sclerosomatidae.